# Jun Uchida
Jun Uchida (jap. 内田 潤; ur. 14 października 1977) – japoński piłkarz występujący na pozycji obrońcy.

## Kariera klubowa
Od 2000 do 2013 roku występował w klubach Kashima Antlers i Albirex Niigata.